# Rogeria huachucana
Rogeria huachucana är en myrart som beskrevs av Roy R. Snelling 1973. Rogeria huachucana ingår i släktet Rogeria och familjen myror. Inga underarter finns listade i Catalogue of Life.